# Rhaphitelus ladenbergii
Rhaphitelus ladenbergii is een vliesvleugelig insect uit de familie Pteromalidae. De wetenschappelijke naam is voor het eerst geldig gepubliceerd in 1844 door Ratzeburg.